# Bruno Hofer
Bruno Hofer, född 15 december 1861, död 7 juli 1916, var en tysk zoolog och fiskeriman.
Hofer var föreståndare för veterinärhögskolan i München. Han inlade betydande och banbrytande förtjänster inom flera områden av fiskerinäringen, särskilt dammkulturen. Han grundade den berömda försöksstationen i Wielenbach och fiskeristationen i München, och ivrade för modernare fiskerilagstiftning, kämpade mot förorening av fiskevatten och för nyttiggörande av avloppsvatten. Hofer redigerade under många år Allgemeine Fischerei-Zeitung och utgav en mycket anlitad handbok i fisksjukdomar.